# 611585 Bergbusch
611585 Bergbusch è un asteroide della fascia principale esterna. Scoperto nel 2007, presenta un'orbita caratterizzata da un semiasse maggiore pari a 3,081065 UA e da un'eccentricità di 0,086270, inclinata di 6,813737° rispetto all'eclittica.
Peter A. Bergbusch è un astronomo canadese e membro in pensione del Dipartimento di Fisica dell'Università di Regina, Canada. È un'autorità nel campo dell'evoluzione stellare e della fotometria CCD ed è stato studente laureato presso il Dipartimento di Fisica e Astronomia dell'Università di Victoria.